# Карапана
Карапана (Carapana, Carapanã, Carapana-Tapuya, Karapaná, Karapanã, Karapano, Mextã, Mi tea, Mochda, Moxdoa, Muxtea) — язык восточной ветви туканской языковой семьи.

## Лингвогеография
Народ карапана проживает на территории департамента Ваупес (Колумбии) вдоль рек Каньо-Ти, Ваупес, Папури и Пира-Парана (притоки Амазонки). Численность народа составляет приблизительно 600 человек, и для большинства из них язык карапана является родным. Благодаря экзогамии карапана владеют и представители других племён, общее число носителей — около 1000 человек.

## Фонология
Язык карапана имеет характерную для языков тукано систему гласных:
|                | Задний ряд | Средний ряд | Передний ряд |
| Верхний подъём | i          | ɨ           | u            |
| Средний подъём | e          |             | o            |
| Нижний подъём  |            | a           |              |

Следующие согласные фонемы представлены в карапана:
|              | Губ.-губ. | Альвеоляр. | Палат. | Веляр. | Глотт. |
| глух. взрыв. | p         | t          |        | k      |        |
| звон. взрыв. | b         | d          |        | ɡ      |        |
| фрикатив.    |           | s          |        |        | h      |
| R-образные   |           | r          |        |        |        |
| аппрокс.     | w         |            | j      |        |        |

Также в языке карапана представлены слоговая назализация и музыкальное ударение.

## Письменность
Алфавит карапана: A a, Ã ã, B b, C c, D d, E e, Ẽ ẽ, G g, I i, Ĩ ĩ, J j, M m, N n, Ñ ñ, O o, Õ õ, P p, Q q, R r, S s, T t, U u, Ũ ũ, Ʉ ʉ, Ʉ̃ ʉ̃, W w, Y y.